# Грей-Самміт (Міссурі)
Грей-Самміт (англ. Gray Summit) — переписна місцевість (CDP) в США, в окрузі Франклін штату Міссурі. Населення — 3055 осіб (2020).

## Географія
Грей-Самміт розташований за координатами 38°29′59″ пн. ш. 90°49′38″ зх. д. / 38.49972° пн. ш. 90.82722° зх. д. (38.499599, -90.827131).  За даними Бюро перепису населення США в 2010 році переписна місцевість мала площу 18,83 км², з яких 18,78 км² — суходіл та 0,05 км² — водойми.

## Демографія
Згідно з переписом 2010 року, у переписній місцевості мешкала 2701 особа в 1040 домогосподарствах у складі 736 родин. Густота населення становила 143 особи/км².  Було 1127 помешкань (60/км²).
Расовий склад населення:
| - 95,0 % — білих - 1,1 % — чорних або афроамериканців - 0,8 % — азіатів - 0,3 % — корінних американців - 1,3 % — осіб інших рас |

До двох чи більше рас належало 1,5 %. Частка іспаномовних становила 2,1 % від усіх жителів.
За віковим діапазоном населення розподілялося таким чином: 24,4 % — особи молодші 18 років, 64,7 % — особи у віці 18—64 років, 10,9 % — особи у віці 65 років та старші. Медіана віку мешканця становила 38,7 року. На 100 осіб жіночої статі у переписній місцевості припадало 103,7 чоловіків;  на 100 жінок у віці від 18 років та старших — 100,9 чоловіків також старших 18 років.
Середній дохід на одне домашнє господарство  становив 60 191 долар США (медіана — 55 370), а середній дохід на одну сім'ю — 68 883 долари (медіана — 57 254). Медіана доходів становила 40 904 долари для чоловіків та 27 420 доларів для жінок. За межею бідності перебувало 5,0 % осіб, у тому числі 2,3 % дітей у віці до 18 років та 0,0 % осіб у віці 65 років та старших.
Цивільне працевлаштоване населення становило 1507 осіб. Основні галузі зайнятості: освіта, охорона здоров'я та соціальна допомога — 20,5 %, мистецтво, розваги та відпочинок — 14,4 %, роздрібна торгівля — 11,3 %, виробництво — 11,2 %.